# Calle Marthin
Carl "Calle" Johan Marthin, född 6 oktober 1971 i Katarina församling, Stockholm, är en svensk bokförläggare, manusförfattare, regissör och producent.
Han var från 1995 programledare för ungdomsprogrammet Bullen under fyra säsonger tillsammans med Paula McManus. Tillsammans med Olle Sarri skrev Marthin och McManus sedan teaterföreställningen Dr Kokos Kärlekslaboratorium, i regi av Maria Blom, som spelades under 1997–1998 på Stockholms Stadsteater och sedan även spelades in för SVT Drama.  
2003 gavs boken Allt du behöver veta ut av BonnierCarlsen och har sedan dess getts ut i flera utgåvor.  
Som upphovsman och manusförfattare ligger Calle Marthin bakom TV-serier som Våra Vänners Liv och Bonusfamiljen, den senare tillsammans med Moa, Felix och Clara Herngren. Som producent har Marthin arbetat med dramaproduktioner som Livet i Fagervik, Allt och lite till samt SVTs samarbete med Dramaten i satsningen Puls på Sverige. 
Åren 2010–2013 var Calle Marthin bokförläggare på Wahlström & Widstrand. Sedan augusti 2016 är Calle Marthin långfilmskonsulent vid Svenska Filminstitutet.